# Dicranomyia ochripes
Dicranomyia ochripes là một loài ruồi trong họ Limoniidae. Chúng phân bố ở miền Cổ bắc.